# Square Eugène Plasky
Pour les articles homonymes, voir Eugène et Plasky.
Le square Eugène Plasky (en néerlandais : Eugène Plaskysquare) est un square bruxellois de la commune de Schaerbeek située sur l'avenue Eugène Plasky. L'avenue du Diamant, l'avenue Émile Max et la rue Léon Frédéric y aboutissent également.

## Origine du nom de la rue
Ce square porte le nom d'un peintre belge, Eugène Plasky, né à Bruxelles le 22 juillet 1851 et décédé à Schaerbeek le 4 mars 1905. La dénomination du square date de 1909.

## Adresses notables
- nos 92-94 : ambassade des îles Fidji
- nos 92-94 : Everlasting Prod